# Santiago Bernabéu Yeste
Santiago Bernabéu Yeste (født 8. juni 1895, død 2. juni 1978) var en spansk fodboldspiller og sportsdirektør og en af de mest centrale personer i Real Madrids historie. Han regnes som en af de vigtigste personer i at forvandle Real fra at være Madrids næstbedste klub til at være Spaniens bedste og en af de største klubber i Europa. Han var klubbens direktør i perioden 1943-1978, og klubbens nuværende stadion er opkaldt efter ham.